# VTAM
VTAM ( Virtual Telecommunications Access Method )とは、メインフレームコンピュータ環境で使用されるIBMの通信ソフトウェアパッケージである。
VTAM は Systems Network Architecture (SNA) の実装である。別の言い方をすれば、VTAMはSNAネットワークでコミュニケーションをコントロールするAPIだ、という言い方も出来る。VTAMは SDLCや トークンリング ( Token Ring) を含むいくつもの通信プロトコルをサポートする。
IBM 3745/3746 のような、世間の表からは隠れた、しかし社会を支えるライフラインのようなハードウェアをサポートしているうちに、VTAMとSNAは、未だに多くの企業に使われ続けている。
VTAMサブシステムはJob Entry Subsystem 2/3 から投入されたコントロールカードか、システムコンソールを通して打ち込まれたコマンドによってコントロールされる。
VTAMはOS/390から、the SNA Services feature of Communications Serverとリネームされた。Communications Serverは、このパッケージが持つ他の機能と同様に、TCP/IPをサポートする。